# Administratieve detentie
Administratieve detentie of administratieve aanhouding is het arresteren en vasthouden van personen door de staat zonder proces, meestal uit veiligheidsoverwegingen of incasso-overwegingen. Volgens Amnesty International is administratieve detentie de "gevangenhouding zonder tussenkomst van een rechter, op grond van een beschikking door de politie of een overheidsinstelling. Administratieve detentie komt in Westerse landen bijna uitsluitend voor als korte perioden van voorarrest." Een groot aantal landen, zowel democratische als niet-democratische, zoeken hun toevlucht in administratieve detentie als middel om terrorisme te bestrijden (bv de VS met Guantanamo Bay en Israël), illegale immigratie te controleren, of een heersende regering te beschermen (bv. China).
In tegenstelling tot strafrechtelijke opsluiting (gevangenhouding), toegekend na een veroordeling na een proces, is administratieve detentie een toekomstgericht mechanisme. Terwijl strafrechtelijke zaken retrospectief zijn — het trachten vast te stellen of een gedaagde een strafdaad in het verleden heeft begaan — is de redenering achter administratieve detentie dat de verdachte waarschijnlijk een bedreiging vormt in de toekomst. Het is bedoeld om preventief van aard te zijn, anders dan bestraffend. Deze praktijk wordt bekritiseerd door mensenrechtenorganisaties als een inbreuk op burgerlijke en politieke rechten.
Maar ook bijvoorbeeld door de Europese Unie. Deze heeft op 18 januari 2022 Israël te verstaan gegeven dat het detineren van kinderen en de praktijk van administratieve detentie beëindigd moet worden. Zij kwam hiertoe nadat Israël de administratieve detentie van een 17-jarige Palestijn sinds 21 januari 2021 hadden verlengd tot 18 mei 2022. Een aanklacht is hem nooit bekend gemaakt. Omdat hij lijdt aan een auto-immuunziekte vreesde de EU ook voor zijn gezondheid.
In China waren volgens Amnesty International in 2006 naar verluidt meer dan 300.000 mensen opgesloten in werkkampen, voor een periode van twee of drie jaar, op last van de politie en zonder dat er een rechter aan te pas was gekomen. In 2013 kondigde de Chinese regering aan het stelsel van ‘heropvoeding door arbeid’ (laojiao) te zullen afschaffen, maar veel vormen van administratieve detentie bleven bestaan.